# Fire Emblem Warriors: Three Hopes
Fire Emblem Warriors: Three Hopes é um jogo de RPG de ação hack and slash desenvolvido pela Omega Force e publicado pela Koei Tecmo para o Nintendo Switch, com a Nintendo cuidando da publicação no exterior. Parte da série Fire Emblem da Nintendo, é um spin-off de Fire Emblem: Three Houses (2019) e um sucessor de Fire Emblem Warriors (2017), atuando de forma semelhante como um crossover entre a mecânica de Fire Emblem e a franquia Warriors pela Koei Tecmo (da qual a Omega Force é uma divisão). O jogo foi anunciado em um Nintendo Direct em 9 de fevereiro de 2022 e foi lançado mundialmente em 24 de junho de 2022.
Three Hopes se passa no mesmo universo de Three Houses; embora os personagens e elementos da história do jogo original (incluindo o DLC Cindered Shadows) sejam fortemente apresentados, ele ocorre em uma linha do tempo alternativa e apresenta um novo personagem chamado Shez como protagonista. Em Three Hopes, Shez, um mercenário cuja equipe foi dizimada por Byleth em batalha, ingressa na academia militar do Monastério Garreg Mach e se torna aluno de uma das três classes, cada uma incluindo alunos de uma das três nações do continente de Fódlan. Assim como em Three Houses, o jogo permite que os jogadores decidam em qual classe ingressar, levando a diferentes caminhos da história e personagens jogáveis.

## Jogabilidade
Muito parecido com seu antecessor, Fire Emblem Warriors: Three Hopes é um jogo de RPG de ação hack-and-slash com jogabilidade semelhante à série Dynasty Warriors. Os jogadores controlarão personagens de Fire Emblem: Three Houses, incluindo Edelgard, Dimitri, Claude e um novo personagem, Shez, que como a maioria dos avatares da série Fire Emblem, pode ser masculino ou feminino.
O jogo se passará no continente de Fódlan e contará com uma nova história ambientada em uma linha do tempo alternativa à de Fire Emblem: Three Houses. Na tradição de Three Houses, o jogo terá pelo menos três histórias únicas: Scarlet Blaze, Azure Gleam e Golden Wildfire, cada uma seguindo um dos três líderes da casa. Ele diverge do enredo de seu jogo antecessor em que Byleth, o personagem jogável de Fire Emblem: Three Houses, serve como antagonista. Three Hopes apresenta vários novos personagens para lutar ao lado do elenco de Three Houses, incluindo Shez, um mercenário Byleth encontrado anteriormente, e Arval, um misterioso ser vestido de branco que se opõe a Sothis na capa do jogo.
O título foi inicialmente revelado em um Nintendo Direct realizado em 9 de fevereiro de 2022 com um trailer revelando apenas os retornos de Byleth, Edelgard, Dimitri e Claude. Em 12 de abril de 2022, um trailer intitulado "Mysterious Mercenary" foi lançado, anunciando que Byleth serviria como antagonista, Shez seria um novo protagonista de gênero selecionável, Hubert, Dedue e Hilda seriam personagens jogáveis, e que o jogo apresentaria três caminhos divergentes, semelhantes a Three Houses. Ao longo de maio de 2022, três trailers foram lançados com foco nas Black Eagles, Blue Lions, and Golden Deer, respectivamente, cada um revelando designs atualizados para todos os alunos de Three Houses. Um trailer final foi lançado em 8 de junho de 2022, confirmando o retorno dos personagens Ashen Wolves da história do DLC Cindered Shadows em Three Houses. Depois que o trailer foi postado, uma demo foi lançada na Nintendo eShop mais tarde naquele dia, o que permitiu a progressão até o Capítulo 4.

## Recepção

### Pré-lançamento
A Eurogamer, jogando a demo, sentiu que o jogo era "uma melhoria significativa em relação ao primeiro Fire Emblem Warriors ", citando uma estratégia mais profunda e mais polimento. VG247 e Nintendo Life também elogiaram a demo, chamando-a de "a mais divertida que eles tiveram com um Nintendo Musou desde o Hyrule Warriors original" e "definida para melhorar tudo sobre seu antecessor", respectivamente.

### Resposta crítica
Fire Emblem Warriors: Three Hopes recebeu uma pontuação agregada de 80/100 no Metacritic, indicando críticas "geralmente favoráveis".  Enquanto os críticos sentiram que Three Hopes melhorou seu antecessor com bom desempenho e maior profundidade e atraiu os fãs dos jogos Warriors, eles notaram que não conseguiria convencer aqueles que não favorecessem sua jogabilidade hack and slash.
Destructoid elogiou a incorporação do título de tensão e nuances técnicas vistas na mecânica de dobra, micronarrativas e emboscadas inimigas de último segundo, mas concluiu afirmando: "Há flashes de brilho mecânico em Three Hopes, que mostram como o combate do jogo poderia ter se diferenciou ainda mais dos jogos anteriores; mas [o desenvolvedor] Omega Force não se compromete totalmente."  A Eurogamer recomendou o título, chamando-o de "uma reviravolta inventiva na fórmula musou" e "um ponto alto para o gênero", enquanto elogiava os incentivos de exploração satisfatórios, adição de recursos de estratégia e elementos de jogabilidade estratégicos.  A Game Informer disse que o jogo era "uma explosão de jogar e traz uma história tão emocionante quanto Three Houses" e elogiou a variedade de inimigos, interações de personagens e narrativa altamente envolvente, mas teve problemas com os visuais abaixo da média, ritmo ruim e atrasos reviravoltas do jogo que não tiveram impacto.
A GameSpot gostou da adição de opções de viagens rápidas no meio da batalha, desenvolvimento de personagens eficaz e observou que funcionou "surpreendentemente bem com tempos de carregamento rápidos em comparação com os jogos anteriores de Musou ", mas criticou a "quantidade impressionante de tutoriais", política desinteressante narrativa e má colocação de postos de controle. GamesRadar + criticou a marginalização do elenco de personagens de Three Houses, mas apreciou sua influência na jogabilidade de Three Hopes, escrevendo: "Fire Emblem Warriors: Three Hopes quase consegue o que deveria ser um crossover audacioso - frenético em grande escala, Dynasty Warriors - batalhas de estilo com um pouco da profundidade tática que tornou Fire Emblem tão famoso." A IGN também escreveu a favor do jogo, mas não gostou de seu ritmo, afirmando: " Three Hopes contém muito preenchimento, mesmo quando você ignora tudo o que é opcional, levando a uma repetição desagradável ao longo de suas 25 horas." A Nintendo Life elogiou muito as melhorias feitas na história, desempenho, profundidade tática, rejogabilidade e construção de relacionamento em títulos anteriores, mas observou que o jogo vacilou em termos de ritmo e desaceleração ocasional.